# Dick’s Sporting Goods Park

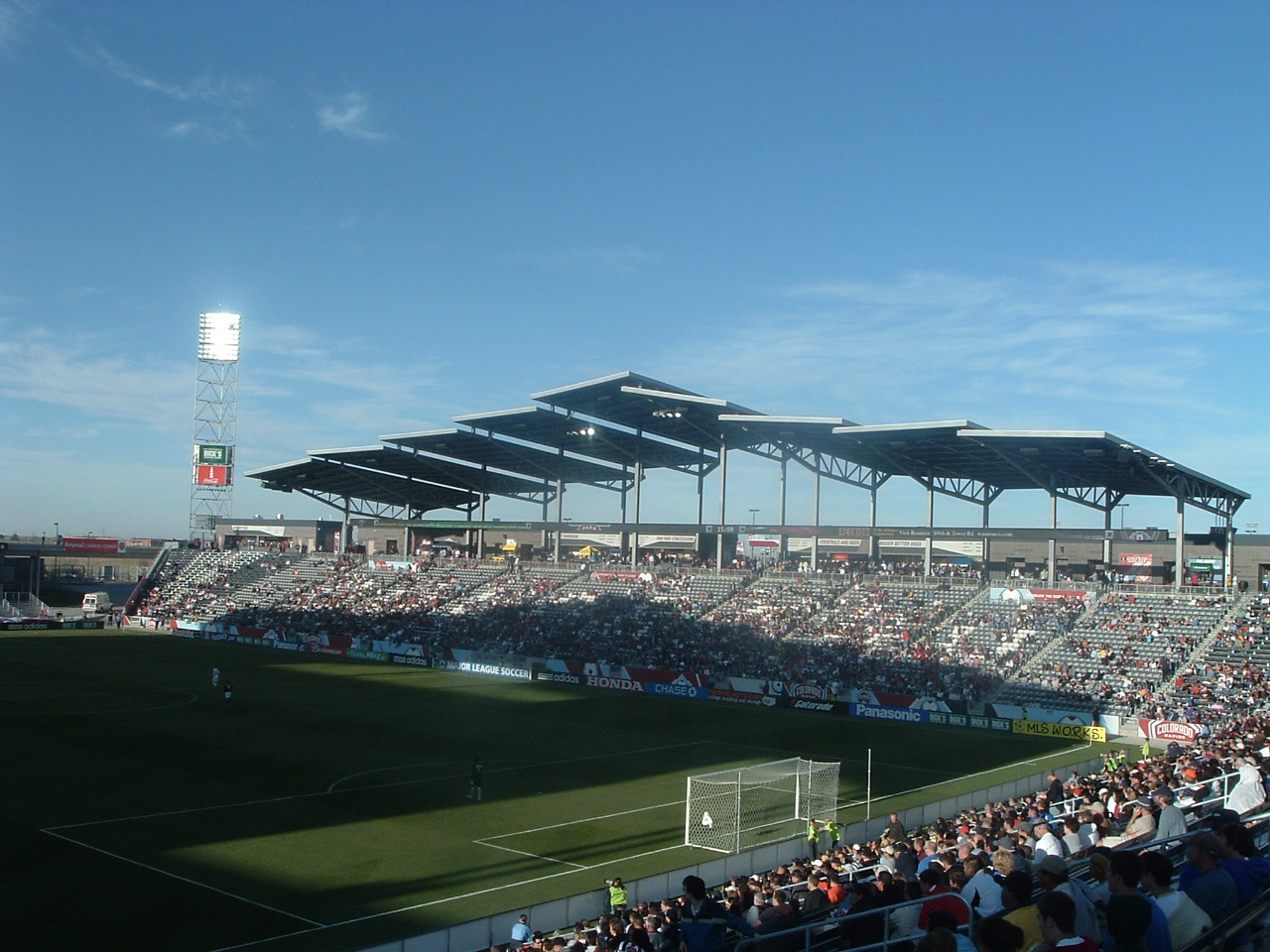
Dick's Sporting Goods Park.

Dick's Sporting Goods Park − wielofunkcyjny stadion w mieście Commerce City w Stanach Zjednoczonych. Najczęściej używany jest jako stadion piłkarski, a swoje mecze rozgrywa na nim drużyna Colorado Rapids. Stadion może pomieścić 18 tysięcy widzów. Koszt budowy obiektu wyniósł 130 milionów dolarów. Pierwszy mecz został rozegrany 7 kwietnia 2007.